# Yasin Öztop
Yasin Öztop (* 25. Mai 1991 in Aybastı) ist ein türkischer Fußballspieler.

## Vereinskarriere
Yasin Öztop spielte während seiner Jugend für Kabataş Gençlikspor und Orduspor. Vor Beginn der Saison 2008/09 unterschrieb er einen Fünfjahresvertrag bei Orduspor. Am 1. November 2009 gab er in der 2. Liga gegen Mersin İdman Yurdu sein Debüt. Die Rückrunde dieser Saison verbrachte er auf Leihbasis bei Gümüşhanespor. In den darauffolgenden zwei Saisons spielte er auf Leihbasis für Kastamonuspor.
Nachdem er die Hinrunde der Spielzeit 2012/13 bei Orduspor verbracht hatte, wurde er für die Rückrunde an Ünyespor ausgeliehen.